# Burlington (Indiana)
Burlington é uma cidade  localizada no estado americano de Indiana, no Condado de Carroll.

## Demografia
Segundo o censo americano de 2000, a sua população era de 444 habitantes. 
Em 2006, foi estimada uma população de 449, um aumento de 5 (1.1%).

## Geografia
De acordo com o United States Census Bureau tem uma área de 
1,4 km², dos quais 1,4 km² cobertos por terra e 0,0 km² cobertos por água. Burlington localiza-se a aproximadamente 239 m acima do nível do mar.

## Localidades na vizinhança
O diagrama seguinte representa as localidades num raio de 20 km ao redor de Burlington. 